# Legioen van Aanbeveling van de Turkse Strijdkrachten
Het Legioen van Aanbeveling van de Turkse Strijdkrachten is een onderscheiding die postuum wordt verleend. Men verleent de verzilverde bronzen ster aan Turken en vreemdelingen, burgers en militairen, die hun leven verloren tijdens het vervullen van een door de Turkse strijdkrachten opgedragen taak.
De achtpuntige ster draagt in het midden een door een zilveren lauwerkrans omringd donkerrood medaillon met de Turkse halve maan en ster. Rond de krans zijn acht korte witte armen met vorkvormige uiteinden en rode randen op evenzovele zilveren stralen gelegd.De stralen zijn zo geplaatst dat de langste diagonale, horizontale en verticale stralen niet de langste stralen zijn. Er is geen lint.